# Manta (bande dessinée numérique)
Manta (coréen : 만타) est une application e- un site web de diffusion de webtoon, webcomics, digital comics ou bande dessinée numérique en anglais, appartenant à et gérée par la RIDI Corporation. Elle fonctionne grâce à son équipe interne de studio webcomic ainsi qu’à des partenaires externes pour créer des webcomics originaux qui sont priorisés dans le genre romance. Manta suit un système d’abonnement qui permet aux membres de lire un nombre illimité de contenu sur leur application à un prix fixe,.

## Historique
Manta a été fondée par Kisik Bae, Fondateur et PDG de la Ridi Corporation, en novembre 2020. Il n'était pas un pionnier du genre, mais son système d'abonnement fût un des premiers adopté au service des webcomics.

## Contenu
Manta se concentre principalement sur la publication d’œuvres originales créées par RIDI, une plateforme de contenu numérique coréenne qui appartient aussi à la RIDI Corporation, sous la forme de webcomics. Actuellement, plus de 300 œuvres sont disponibles, et 10 nouveaux titres apparaissent mensuellement
La plupart des œuvres de Manta appartiennent au genre romantique, avec des titres comme Under the Oak Tree ou “Sous le Chêne”, Disobey the Duke if you Dare ou “Désobéis au Duque Si Tu Oses” et Semantic Error ou “Erreur Sémantique” ce dernier étant aussi adapté sous forme de série d’action télévisée, disponible en streaming.
Manta collabore aussi avec d’autres titulaires de droits de propriété intellectuelle pour transformer des films existants en webcomics, comme Svaha: The Sixth Finger ou “Svaha: Le Sixième Doigt” et A Hard Day ou “Un Jour Difficile” existe d'autres œuvres de genre telles que l'action, le thriller et l'horreur.

## Base d'utilisateurs
En une période de quatre mois après son lancement, l’application a atteint le top du genre Google Play digital comics, ou bande dessinée sous forme numérique, aux États-Unis En un an, Manta a atteint 3 millions de téléchargements dans le monde. Elle a atteint les 5 millions d’utilisateurs en avril 2022.

## Site officiel
- (en) Manta